# Bodil Ipsen
Bodil Ipsen (1889–1964) là nữ diễn viên và đạo diễn điện ảnh người Đan Mạch, được coi là ngôi sao điện ảnh lớn nhất Đan Mạch. Sự nghiệp diễn xuất của bà bắt đầu từ sân khấu và phim câm, với nhiều vai chính. Tuy nhiên, vai trò quan trọng của bà trong lịch sử điện ảnh Đan Mạch chính là đạo diễn: bà là người đạo diễn phim câm đầu tiên của Đan Mạch. Bà đã làm nhiều phim tâm lý giật gân trong thập niên 1940 và 1950. Tên của bà và của Bodil Kjer được đặt cho giải thưởng điện ảnh nổi tiếng nhất của Đan Mạch là Giải Bodil.

## Cuộc đời và Sự nghiệp
Bà có tên khai sinh là Bodil Louise Jensen Ipsen, sinh ngày 30.8.1889 tại Copenhagen. Năm 1908, sau khi tốt nghiệp bằng cao trung, Ipsen bắt đầu học diễn xuất ở Det Kongelige Teater (Nhà hát Hoàng gia), 1 năm sau bà bắt đầu diễn kịch, và thu được sự chú ý rất nhanh, đặc biệt khi diễn xuất chung với nam diễn viên Poul Reumert. Ipsen đã diễn xuất trên sân khấu Nhà hát Hoàng gia, Nhà hát Dagmar, Nhà hát Nhân dân và Nhà hát Betty Nansen. Bà cũng xuất hiện trên sân khấu ở Thụy Điển và Na Uy. Bà đã đóng khoảng 200 vai kịch, phần lớn là vai chính, và 150 kịch truyền thanh cùng 4 kịch truyền hình.
Năm 1920, lần đầu tiên Ipsen đóng vai chính trong phim Lavinen, do người chồng thứ ba của bà - Emanuel Gregers - đạo diễn. Năm 1922 và 1923 bà đóng phim với Gregers. Tổng cộng, bà đã diễn xuất trong 12 phim.
Năm 1942, Ipsen bắt đầu làm đạo diễn điện ảnh và đã đạo diễn 10 phim trong vòng 10 năm. Phim đầu tay của bà - cùng đạo diễn với Lau Lauritzen Jr. là phim giật gân tâm lý đen Afsporet (Derailed) 1942, phim trắng đen đích thực đầu tiên của Đan Mạch. Hai năm sau, Ipsen đạo diễn thêm 2 phim trắng đen Mordets Melodi (Melody of Murder) và Besættelse (Possession).
Sau phim Afsporet, Ipsen cộng tác với Lau Lauritzen Jr. làm 4 phim nữa. Phim thứ hai của họ - De røde enge (The Red Meadows) - về việc Đức quốc xã chiếm đóng Đan Mạch trong Chiến tranh thế giới thứ hai đã đoạt Cành cọ vàng tại Liên hoan phim Cannes 1946. Năm 1950, Ipsen và Lauritzen lại được hoan nghênh về phim Café Paradis (Paradise Cafe). Câu chuyện cay nghiệt về chứng nghiện rượu trong phim được coi là một tuyệt tác của điện ảnh Đan Mạch, và Ipsen đã đoạt giải mang cùng tên mình là giải Bodil (đặt theo tên bà và tên nữ diễn viên Bodil Kjer). Hai năm sau, Ipsen và Lauritzen lại đoạt giải Bodil cho phim Đan Mạch hay nhất là phim Det Sande Ansigt (The True Face).
Năm 1960, ở tuổi 71, Ipsen lại đoạt Giải Bodil lần nữa, lần này là giải cho nữ diễn viên chính xuất sắc nhất cho phim Tro, håb og trolddom. (Niềm tin, Hy vọng và Phép phù thủy), sau đó bà nghỉ hưu.
Ipsen qua đời ngày 26.11.1964 ở Copenhagen. Phim Bodil Ipsen og Filmen (Bodil Ipsen and the Film), phát hành năm 2006, mô tả cuộc đời và sự nghiệp của bà.

## Đời tư
Ipsen đã kết hôn 4 lần: lần đầu với nam diễn viên Jacob Texière năm 1910, nhưng ly hôn trong cùng năm. Năm 1914, bà tái hôn với kỹ sư H.H.O. Moltke, và ly hôn sau 3 năm chung sống. Năm 1919 bà tái hôn với đạo diễn phim Emanuel Gregers trong 4 năm, rồi ly hôn và lại tái hôn lần thứ tư năm 1932 với nhà báo Ejnar Black. Cuộc hôn nhân này kéo dài 17 năm cho tới khi Black qua đời năm 1949. Sau cái chết của Black, bà sống cách biệt mọi người, chỉ làm bạn với người quản gia kiêm phụ tá Stella Jensen.

## Danh mục phim

### Nữ diễn viên
| Năm  | Tên gốc               | Tên tiếng Anh             | Vai diễn                  | Ghi chú                                              |
| ---- | --------------------- | ------------------------- | ------------------------- | ---------------------------------------------------- |
| 1913 | Scenens børn          | Stage Children            |                           |                                                      |
| 1920 | Lavinen               | Maria Magdalene           | Maria, Poul's Wife        | do Emanuel Gregers đạo diễn                          |
| 1922 | Frie Fugle            | Art and the Woman         | Naomi, the Captain's wife | do Emanuel Gregers đạo diễn                          |
| 1923 | Madsalune             | Love in Exile             | Empress Catherine II      | do Emanuel Gregers đạo diễn                          |
| 1932 | Paustians Uhr         | Paustian's Watch          | Big Marie                 |                                                      |
| 1935 | Det gyldne smil       | The Golden Smile          | Elsa Bruun                |                                                      |
| 1938 | Bolettes brudefærd    | Bolette's Bridal Shower   | Bolette Jensen            | do Emanuel Gregers đạo diễn                          |
| 1940 | Sørensen og Rasmussen | Sorensen and Rasmussen    | Countess Danner           | do Emanuel Gregers đạo diễn                          |
| 1941 | Gå med mig hjem       | Come Home With Me         | Attorney Helen Hansoe     | do Benjamin Christensen đạo diễn                     |
| 1942 | Forellen              | The Trout                 | Clara Muller              | do Emanuel Gregers đạo diễn                          |
| 1957 | Ingen tid til kærtegn | Be Dear to Me             | Woman in wheelchair       |                                                      |
| 1960 | Tro, håb og trolddom  | Faith Hope and Witchcraft | Grandma Gunhild           | đoạt giải Bodil cho nữ diễn viên chính xuất sắc nhất |

### Đạo diễn
| Năm  | Tên gốc                     | Tên tiếng Anh                         | Ghi chú                                                               |
| ---- | --------------------------- | ------------------------------------- | --------------------------------------------------------------------- |
| 1942 | Afsporet                    | Derailed                              | cùng đạo diễn với Lau Lauritzen Jr.                                   |
| 1942 | En Herre i kjole og hvidt   | A Gentleman in Top Hat and Tails      |                                                                       |
| 1943 | Drama på slottet            | Drama at the Castle                   |                                                                       |
| 1944 | Mordets Melodi              | Melody of Murder                      |                                                                       |
| 1944 | Besættelse                  | Possession                            |                                                                       |
| 1945 | De røde enge                | The Red Meadows                       | cùng đạo diễn với Lau Lauritzen Jr. đoạt Cành cọ vàng                 |
| 1947 | Bröllopsnatten              | Wedding Night                         | sản xuất ở Thụy Điển                                                  |
| 1948 | Støt står den danske sømand | The Viking Watch of the Danish Seaman | cùng đạo diễn với Lau Lauritzen Jr. đoạt giải Bodil cho phim hay nhất |
| 1950 | Café Paradis                | Cafe Paradise                         | cùng đạo diễn với Lau Lauritzen Jr. đoạt giải Bodil cho phim hay nhất |
| 1951 | Det Sande Ansigt            | The Face of Truth                     | cùng đạo diễn với Lau Lauritzen Jr. đoạt giải Bodil cho phim hay nhất |